# Unterbech (Odenthal)
Unterbech ist ein Wohnplatz in Unterodenthal in der Gemeinde Odenthal  im Rheinisch-Bergischen Kreis.

## Lage und Beschreibung
Unterbech liegt südlich von Küchenberg.

## Geschichte
Die Topographia Ducatus Montani des Erich Philipp Ploennies, Blatt Amt Miselohe, belegt, dass der Wohnplatz 1715 als ein Hof kategorisiert wurde und mit Unterbech bezeichnet wurde.
Carl Friedrich von Wiebeking benennt die Hofschaft auf seiner Charte des Herzogthums Berg 1789 als Unterbeck. Aus ihr geht hervor, dass Unterbech zu dieser Zeit Teil von Unterodenthal in der Herrschaft Odenthal war.
Unter der französischen Verwaltung zwischen 1806 und 1813 wurde die Herrschaft aufgelöst und Unterbech wurde politisch der Mairie Odenthal im Kanton Bensberg zugeordnet. 1816 wandelten die Preußen die Mairie zur Bürgermeisterei Odenthal im Kreis Mülheim am Rhein.
Der Ort ist auf der Topographischen Aufnahme der Rheinlande von 1824 und auf der Preußischen Uraufnahme von 1840 als Unterbech verzeichnet. Ab der Preußischen Neuaufnahme von 1892 ist er auf Messtischblättern regelmäßig als Unterbech oder ohne Namen verzeichnet. Unterbech gehört seit jeher zur Pfarre Odenthal.
| Jahr | Einwohner | Wohngebäude | Kategorie  | Bemerkung       |
| ---- | --------- | ----------- | ---------- | --------------- |
| 1822 | 28        |             | Ackergüter | gen. Unter-Bach |
| 1830 | 36        |             | Ackergut   | gen. Unterbach  |
| 1845 | 21        | 4           | Ackergüter | gen. Unter-Bech |
| 1871 | 24        | 4           | Hofstelle  |                 |
| 1885 | 27        | 4           | Wohnplatz  |                 |
| 1895 | 16        | 3           | Wohnplatz  |                 |
| 1905 | 16        | 3           | Wohnplatz  |                 |